# Pierre Satgé
Pierre Satgé (né le 15 janvier 1913 à Paris 16e et mort le 14 mars 2005 à Paris 15e) est un pédiatre français.

## Biographie
Reçu au concours de l'Internat des hôpitaux de Paris en 1944, il devint un élève des  pédiatres Robert Debré et Marcel Lelong (1892-1973). 
En 1962, il est nommé professeur de pédiatrie à la faculté de médecine de Dakar, au Sénégal. Il dirige alors le service pédiatrie de l’hôpital Le Dantec et l'Institut de pédiatrie sociale, fondé en 1960. Il s'occupe notamment des problèmes de nutrition et des conditions de vie des enfants (en relation avec Pierre Cantrelle, chercheur à l'ORSTOM).
De retour à Paris en 1970, Pierre Satgé est nommé professeur à la faculté de médecine Necker-Enfants-Malades, et, jusqu'en 1982, médecin-chef du service de néonatologie de l'Institut de puériculture et de périnatalogie du boulevard Brune, où, en 1973, sous sa direction, est mise en place la réanimation.

### Ouvrages
- Marc Sankalé, Pierre Satgé, J. Toury, J. Vuylsteke, Alimentation et pathologie nutritionnelle en Afrique Noire, Maloine, 1974.
- Pierre Satgé, M. Soulé, L'accueil et la prise en charge des parents dans un centre de néonatologie, L'expansion scientifique française, 1976.
- Ouvrage collectif sous la direction d'Évelyne Kestemberg, Le devenir de la prématurité. Presses universitaires de France, 1977.